# 61丁目-ウッドサイド駅
61丁目-ウッドサイド駅（61ちょうめ-ウッドサイドえき、英語: 61st Street–Woodside）は、ニューヨーク市地下鉄IRTフラッシング線の駅である。クイーンズ区ウッドサイドの61丁目とルーズベルト・アベニューの交差点に位置し、7系統が終日、<7>系統がラッシュ時のみ停車する。なお、R188電車の行先表示器ではウッドサイド-61丁目駅 (Woodside-61st Street) と表記されているほか、略して61丁目駅やウッドサイド駅とも呼ばれる。

## 歴史
この駅は1917年4月21日にIRTフラッシング線の終点であったクイーンズボロ・プラザ駅からアルバーティス・アベニュー駅（現：103丁目-コロナ・プラザ駅）までの延伸開通と共にウッドサイド駅 (Woodside) として開業した。なお、LIRRのウッドサイド駅は1869年に開業している。
駅のホームは1955年から1956年にかけてホーム有効長を11両編成に対応にするために延長する工事を行った。
1981年にMTAが地下鉄駅内で最も劣化しているとしてリストアップした69駅の中にはこの駅も含まれていた。

## 駅構造
| 3F 地下鉄 フラッシング線ホーム | 南行緩行線                                       | ← 34丁目-ハドソン・ヤード駅行き（52丁目駅） |
| 3F 地下鉄 フラッシング線ホーム | 島式ホーム、緩行線は左側、急行線は右側ドアが開く | |
| 3F 地下鉄 フラッシング線ホーム | 混雑方向急行線                                   | ← 朝ラッシュ：34丁目-ハドソン・ヤード駅行き（クイーンズボロ・プラザ駅） → 夕ラッシュ：フラッシング-メイン・ストリート駅行き（ジャンクション・ブールバード駅）→                                    |
| 3F 地下鉄 フラッシング線ホーム | 島式ホーム、緩行線は左側、急行線は右側ドアが開く | |
| 3F 地下鉄 フラッシング線ホーム | 北行緩行線                                       | → フラッシング-メイン・ストリート駅行き（69丁目駅）→ |
| 2F                             | 改札階                                           | 地下鉄-LIRR間乗り換え、改札、駅員詰所、メトロカード自動券売機 (ルーズベルト・アベニュー-61丁目交差点北東にエレベーター)                                                                           |
| 1F LIRR ホーム                 | 相対式ホーム、右側ドアが開く（ホームC）          | 相対式ホーム、右側ドアが開く（ホームC） |
| 1F LIRR ホーム                 | PW1番線                                          | ← ポート・ワシントン支線 ペンシルベニア駅行き（終点） |
| 1F LIRR ホーム                 | PW2番線                                          | → ポート・ワシントン支線 グレート・ネック駅、ポート・ワシントン駅行き（ラッシュ時一部列車：グレート・ネック駅、それ以外：メッツ-ウィレッツ・ポイント駅またはフラッシング-メイン・ストリート駅） → |
| 1F LIRR ホーム                 | 島式ホーム、右側ドアが開く（ホームB）            | |
| 1F LIRR ホーム                 | ML3番線                                          | ← 本線 ペンシルベニア駅行き（終点） |
| 1F LIRR ホーム                 | ML1番線                                          | ← 本線 通過 → |
| 1F LIRR ホーム                 | ML2番線                                          | ← 本線 通過 → |
| 1F LIRR ホーム                 | ML4番線                                          | → 本線 ロングアイランド方面行き（フォレスト・ヒルズ駅） → |
| 1F LIRR ホーム                 | 相対式ホーム、右側ドアが開く（ホームA）          | |
| G                              | 地上階                                           | 出入口 |

駅は相対式ホーム2面と緩行線2線、急行線1線を有している2面3線の高架駅で、中央の急行線はラッシュ時に混雑方向へ向かう<7>系統が停車する。LIRRホームと地下鉄ホームの間に改札口があり、全てのホームへエレベーターで繋がっている。
駅にはアートワークがあり、LIRRのCホームへの階段付近にある1986年に作られた「Commuting/Community」と改札口にある1999年に作られた「Woodside Continuum」の2つが展示されている。

### 出口
駅には4ヶ所出入口があり、通りから改札階へ階段で向かうこととなる。またLIRRのホームを経由することにより別の場所にもアクセスができる。ADAに準拠したエレベーターはルーズベルト・アベニューと61丁目の交差点北東から改札階への物と、改札階からLIRR・地下鉄の全てのホームへの物が設置されている。また、交差点南東にはエスカレーターも接続している。ロングアイランド鉄道の駅名はウッドサイド駅で地下鉄駅の真下にある。LIRRの3つのホームには全て改札階から直接のアクセスが可能である。

## 映画
ジョン・カサヴェテス監督のハードボイルド映画『グロリア』（1980年公開）の撮影に使われたほか、コーエン兄弟監督のコメディ映画『インサイド・ルーウィン・デイヴィス 名もなき男の歌』（2013年公開）の撮影にも使用された。